# Uncukuli járás
Az Uncukuli járás (oroszul: Унцукульский район) Oroszország egyik járása Dagesztánban. Székhelye Uncukul.

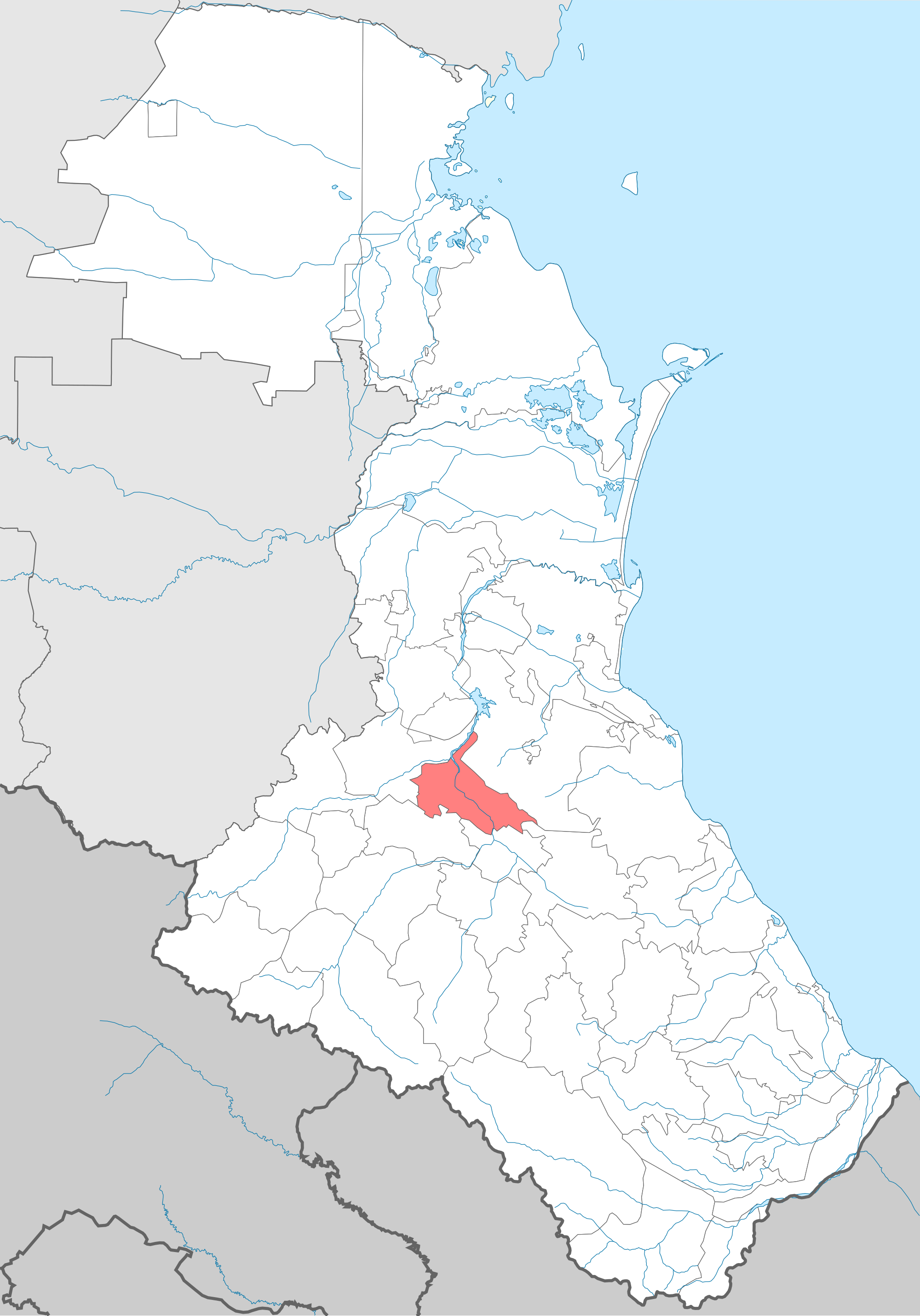
Az Uncukuli járás Dagesztánban

## Népesség
- 1989-ben 16 183 lakosa volt, melyből 15 482 avar (95,7%), 300 orosz, 117 lak, 104 kumik, 54 dargin, 17 lezg, 14 azeri, 14 tabaszaran, 13 csecsen, 7 nogaj, 6 rutul, 2 agul.
- 2002-ben 27 460 lakosa volt, melyből 26 649 avar (97%), 194 kumik, 179 dargin, 154 lak, 125 orosz, 76 lezg, 23 tabaszaran, 18 azeri, 10 csecsen, 1 nogaj, 1 rutul.
- 2010-ben 29 547 lakosa volt, melyből 28 799 avar (97,5%), 128 dargin, 111 lak, 68 orosz, 64 kumik, 27 lezg, 16 tabaszaran, 7 csecsen, 6 azeri, 1 nogaj, 1 rutul.